# Włochy na Zimowych Igrzyskach Olimpijskich 1928
Włochy na Zimowych Igrzyskach Olimpijskich 1928 reprezentowało 13 zawodników (sami mężczyźni). Był to drugi start reprezentacji Włoch na zimowych igrzyskach olimpijskich.

## SKład kadry

### Biegi narciarskie
Mężczyźni
| Konkurencja   | Zawodnik         | czas      | Pozycja |
| ------------- | ---------------- | --------- | ------- |
| Bieg na 18 km | Mathias Demetz   | 1:57:08,0 | 22.     |
| Bieg na 18 km | Giovanni Testa   | 2:08:49,0 | 34.     |
| Bieg na 18 km | Vitale Venzi     | 2:09:38,0 | 35.     |
| Bieg na 50 km | Mathias Demetz   | 5:47:47,0 | 20.     |
| Bieg na 50 km | Ferdinando Glück | 5:49:52,0 | 21.     |

### Bobsleje
Mężczyźni
| Osada | Zawodnik                                                                    | Konkurencja | Ślizg 1 | Ślizg 2 | Łącznie | Pozycja |
| ----- | --------------------------------------------------------------------------- | ----------- | ------- | ------- | ------- | ------- |
| ITA-1 | Giancarlo Morpugo Carlo Sem Luigi Cerutti Giuseppe Crivelli Piero Marchetti | Piątki      | 1:45,0  | 1:49,6  | 3:34,6  | 21.     |

### Kombinacja norweska
Mężczyźni
| Zawodnik     | Konkurencja   | Bieg narciarski | Bieg narciarski | Bieg narciarski | Skoki narciarskie | Skoki narciarskie | Skoki narciarskie | Skoki narciarskie | Łącznie | Pozycja |
| Zawodnik     | Konkurencja   | Czas biegu      | Pozycja         | Punkty          | Skok 1            | Skok 2            | Punkty            | Pozycja           | Łącznie | Pozycja |
| ------------ | ------------- | --------------- | --------------- | --------------- | ----------------- | ----------------- | ----------------- | ----------------- | ------- | ------- |
| Vitale Venzi | Indywidualnie | 2:09:28,0       | 22.             | 3,875           | 52,0              | 60,5              | 16,958            | 2.                | 10,416  | 20.     |

### Skeleton
Mężczyźni
| Zawodnik             | Ślizg 1 | Ślizg 2 | ślizg 3 | Czas Łączny | Pozycja |
| -------------------- | ------- | ------- | ------- | ----------- | ------- |
| Agostino Lanfranchi  | 1:02,1  | 1:02,4  | 1:04,2  | 3:08,7      | 4.      |
| Alessandro del Torso | 1:05,6  | 1:04,7  | 1:04,6  | 3:14,9      | 7.      |

### Skoki narciarskie
Mężczyźni
| Zawodnik         | Skok 1        | Skok 2        | Nota   | Pozycja |
| ---------------- | ------------- | ------------- | ------ | ------- |
| Vitale Venzi     | 50,0          | 59,0          | 15,750 | 13.     |
| Luigi Bernasconi | 46,5          | 59,0 (upadek) | 10,020 | 33.     |
| Luciano Zampatti | 48,0 (upadek) | 49,5          | 9,687  | 34.     |